# КрАЗ-260В
КрАЗ-260В — трёхосный полноприводный седельный тягач повышенной проходимости, серийно выпускавшийся Кременчугским автомобильным заводом.

## История
Производство тягача началось в 1979 году.
В 1993 году было выпущено 6444 шт. тягачей КрАЗ-260В.

## Описание
Седельный тягач КрАЗ-260В был разработан на базе полноприводного грузовика КрАЗ-260 и в значительной степени унифицирован с ним. Основным отличием является укороченная в задней части рама с седельно-сцепным устройством (масса рамы составляет 1020 кг, масса раздаточной коробки — ещё 320 кг). Масса снаряженного автомобиля 9 500 кг
Тягач способен буксировать полуприцепы полной массой до 27 500 кг по дорогам с твёрдым покрытием и полуприцепы полной массой до 23 000 кг — по грунту.